# Willie Best
William "Willie" Best (27 de maio de 1916 – 27 de fevereiro de 1962), às vezes creditado como Sleep n' Eat, foi um ator norte-americano de cinema e televisão. Ele nasceu em Sunflower, Mississippi e faleceu em Los Angeles, Califórnia.

## Filmografia parcial

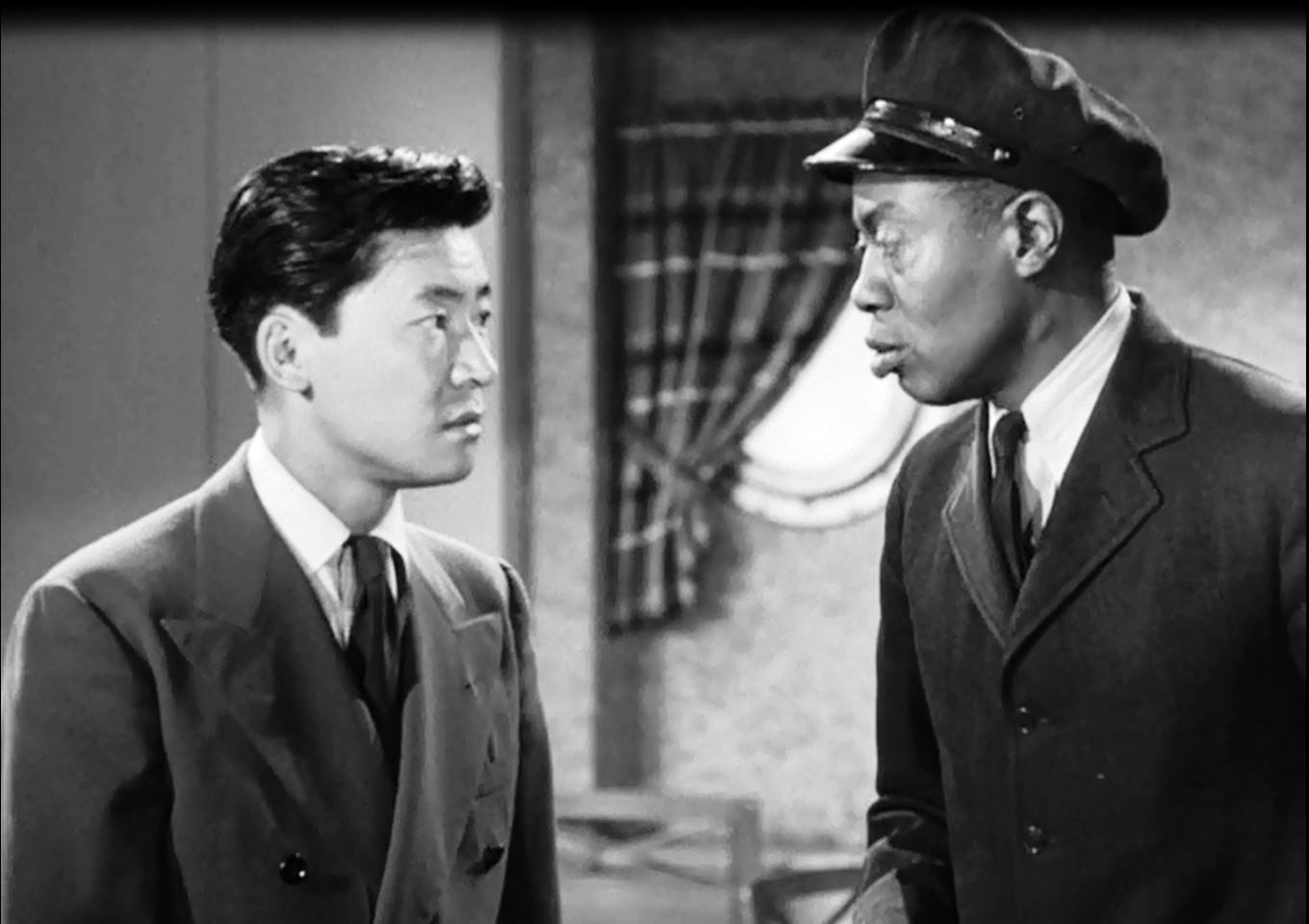
Victor Sen Yung como Jimmy Chan e Willie Best como Chattanooga Brown no filme Dangerous Money (1946)

- Feet First (1930)
- The Virtuous Husband (1931)
- The Monster Walks (1932)
- West of the Pecos (1934)
- Murder on a Honeymoon (1935)
- The Bride Walks Out (1936)
- General Spanky (1936)
- Merrily We Live (1938)
- The Smiling Ghost (1940)
- The Kansan (1943)
- The Red Dragon (1946)